# Frederick Stanley, XVI conte di Derby
Lord Frederick Arthur Stanley, sedicesimo conte di Derby (Londra, 15 gennaio 1841 – Holwood, 14 giugno 1908), è stato un politico britannico che svolse funzione di Segretario di Stato per le Colonie  dal 1885  al 1886; fu il sesto Governatore Generale del Canada  dal 1888  al 1893.

## Biografia
Era il secondo figlio del primo ministro Edward Smith-Stanley, XIV conte di Derby, e di sua moglie, lady Emma Caroline, figlia di Edward Bootle-Wilbraham, I barone Skelmersdale.
Fu un capitano dei granatieri.
Massone, fu membro della Loggia londinese "Royal Alpha Lodge" N. 16 della Gran Loggia Unita d'Inghilterra.

## Carriera politica
Fu un deputato conservatore per Preston (1865-1868), Nord Lancashire (1868-1885) e Blackpool (1885-1886). Nel governo, ha lavorato come un Lord civile del Ministero della marina (1868), Segretario finanziario al Ministero della Guerra (1874-1878), Segretario del Tesoro (1878), Guerra Segretario (1878-1880) e segretario coloniale (1885-1886). Nel 1886 fu creato barone Stanley di Preston. È stato Presidente del Board of Trade (1886-1888), rimanendo in carica fino a quando è stato nominato Governatore generale del Canada.

## Governatore generale del Canada
È stato nominato Governatore Generale del Canada e Comandante in capo dell'Isola del Principe Edoardo il 1º maggio 1888. Durante il suo mandato come Governatore Generale, ha viaggiato spesso e ampiamente in tutto il paese. Durante la sua visita a ovest del Canada, nel 1889, apprezzò la grande bellezza naturale della regione e gli permise di incontrare la popolazione del First Nations e molti allevatori e gli agricoltori occidentali. Come Governatore Generale, egli era il terzo titolare di detto ufficio a cui la regina Vittoria concesse il potere di concedere la grazia per i trasgressori o emettere condanne e multe.
Appassionato di sport, è noto tra l'altro per aver fondato la Stanley Cup, un'importante competizione dell'hockey su ghiaccio. A lui è intitolato lo Stanley Park di Vancouver, uno dei principali parchi cittadini del Canada.

## Matrimonio

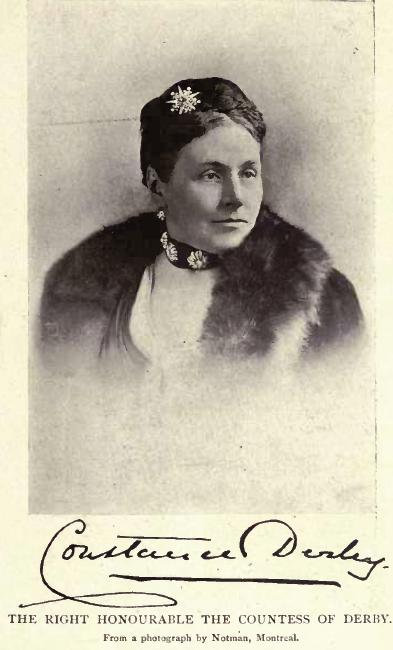
Lady Constance Villiers, contessa di Derby.

Il 31 maggio 1864 sposò Lady Constance Villiers, figlia di George Villiers, IV conte di Clarendon, e di Lady Katherine Grimston. Ebbero dieci figli:
- Edward Stanley, XVII conte di Derby (4 aprile 1865-4 febbraio 1948);
- Sir Victor Albert Stanley (17 gennaio 1867-9 giugno 1934), sposò, il 25 novembre 1896, Annie Bickerton Pooley, ebbero tre figli;
- Sir Arthur Stanley (18 novembre 1869-4 novembre 1947);
- Geoffrey Stanley (18 novembre 1869- 16 marzo 1871);
- Charles Ferdinand Stanley (28 gennaio 1871-17 marzo 1935), sposò, il 15 febbraio 1904, Alexandra Frances Anne Fellowes, ebbero tre figli;
- Lady Katherine Mary Stanley (21 ottobre 1871);
- Sir George Frederick Stanley (14 ottobre 1872-1º luglio 1938), sposò, il 26 novembre 1903, Lady Beatrix Taylour, ebbero una figlia;
- Algernon Francesco Stanley (8 gennaio 1874-10 febbraio 1962), sposò, il 18 aprile 1918, Lady Mary Cavendish Grosvenor, ebbero due figli;
- Lady Isabel Constance Mary Stanley (2 settembre 1875-30 dicembre 1963), sposò, il 10 dicembre 1898, Sir John Francis Gathorne-Hardy, ebbero una figlia;
- Lord Frederick William Stanley (27 maggio 1878-9 agosto 1942), sposò, il 17 giugno 1905, Lady Alexandra Louise Elizabeth Acheson, ebbero tre figli.

## Ascendenza
|                                                   |                              |                             | Genitori                                     |  |  | Nonni |  |  | Bisnonni                                    |  |  | Trisnonni                             |  |
|                                                   |                              |                             |                                              |  |  |       |  |  | 8. Edward Smith-Stanley, XII conte di Derby |  |  | 16. James Smith-Stanley, lord Strange |  |
|                                                   |                              |                             |                                              |  |  |       |  |  | 8. Edward Smith-Stanley, XII conte di Derby |  |  | 16. James Smith-Stanley, lord Strange |  |
|                                                   |                              | 17. Lucy Smith              |                                              |  |  |       |  |  | 8. Edward Smith-Stanley, XII conte di Derby |  |  |                                       |  |
| 4. Edward Smith-Stanley, XIII conte di Derby      |                              |                             |                                              |  |  |       |  |  | 8. Edward Smith-Stanley, XII conte di Derby |  |  |                                       |  |
|                                                   |                              | 9. lady Elizabeth Hamilton  | 18. James Hamilton, VI duca di Hamilton      |  |  |       |  |  |                                             |  |  |                                       |  |
|                                                   |                              | 9. lady Elizabeth Hamilton  | 18. James Hamilton, VI duca di Hamilton      |  |  |       |  |  |                                             |  |  |                                       |  |
|                                                   |                              | 9. lady Elizabeth Hamilton  | 19. Elizabeth Gunning                        |  |  |       |  |  |                                             |  |  |                                       |  |
| 2. Edward Smith-Stanley, XIV conte di Derby       |                              | 9. lady Elizabeth Hamilton  |                                              |  |  |       |  |  |                                             |  |  |                                       |  |
|                                                   |                              | 10. rev. Geoffrey Hornby    | 20. Edmund Hornby                            |  |  |       |  |  |                                             |  |  |                                       |  |
|                                                   |                              | 10. rev. Geoffrey Hornby    | 20. Edmund Hornby                            |  |  |       |  |  |                                             |  |  |                                       |  |
|                                                   |                              | 10. rev. Geoffrey Hornby    | 21. Margaret Winckley                        |  |  |       |  |  |                                             |  |  |                                       |  |
| 5. Charlotte Margaret Hornby                      |                              | 10. rev. Geoffrey Hornby    |                                              |  |  |       |  |  |                                             |  |  |                                       |  |
|                                                   |                              | 11. lady Lucy Smith-Stanley | 22. James Smith-Stanley, lord Strange (= 16) |  |  |       |  |  |                                             |  |  |                                       |  |
|                                                   |                              | 11. lady Lucy Smith-Stanley | 22. James Smith-Stanley, lord Strange (= 16) |  |  |       |  |  |                                             |  |  |                                       |  |
|                                                   |                              | 11. lady Lucy Smith-Stanley | 23. Lucy Smith (= 17)                        |  |  |       |  |  |                                             |  |  |                                       |  |
| 1. Frederick Stanley, XVI conte di Derby          |                              | 11. lady Lucy Smith-Stanley |                                              |  |  |       |  |  |                                             |  |  |                                       |  |
|                                                   | 12. Richard Wilbraham-Bootle | 24. Randle Wilbraham        |                                              |  |  |       |  |  |                                             |  |  |                                       |  |
|                                                   | 12. Richard Wilbraham-Bootle | 24. Randle Wilbraham        |                                              |  |  |       |  |  |                                             |  |  |                                       |  |
|                                                   | 12. Richard Wilbraham-Bootle | 25. Dorothy Kenrick         |                                              |  |  |       |  |  |                                             |  |  |                                       |  |
| 6. Edward Bootle-Wilbraham, I barone Skelmersdale | 12. Richard Wilbraham-Bootle |                             |                                              |  |  |       |  |  |                                             |  |  |                                       |  |
|                                                   |                              | 13. Mary Bootle             | 26. Robert Bootle                            |  |  |       |  |  |                                             |  |  |                                       |  |
|                                                   |                              | 13. Mary Bootle             | 26. Robert Bootle                            |  |  |       |  |  |                                             |  |  |                                       |  |
|                                                   |                              | 13. Mary Bootle             | 27. Anne Tooke                               |  |  |       |  |  |                                             |  |  |                                       |  |
| 3. hon. Emma Caroline Bootle-Wilbraham            |                              | 13. Mary Bootle             |                                              |  |  |       |  |  |                                             |  |  |                                       |  |
|                                                   |                              | 14. rev. Edward Taylor      | 28. Herbert Taylor                           |  |  |       |  |  |                                             |  |  |                                       |  |
|                                                   |                              | 14. rev. Edward Taylor      | 28. Herbert Taylor                           |  |  |       |  |  |                                             |  |  |                                       |  |
|                                                   |                              | 14. rev. Edward Taylor      | 29. Mary Wake                                |  |  |       |  |  |                                             |  |  |                                       |  |
| 7. Mary Elizabeth Taylor                          |                              | 14. rev. Edward Taylor      |                                              |  |  |       |  |  |                                             |  |  |                                       |  |
|                                                   |                              | 15. Margaret Payler         | 30. Thomas Payler                            |  |  |       |  |  |                                             |  |  |                                       |  |
|                                                   |                              | 15. Margaret Payler         | 30. Thomas Payler                            |  |  |       |  |  |                                             |  |  |                                       |  |
|                                                   |                              | 15. Margaret Payler         | 31. Margaret                                 |  |  |       |  |  |                                             |  |  |                                       |  |
|                                                   |                              | 15. Margaret Payler         |                                              |  |  |       |  |  |                                             |  |  |                                       |  |